# 拉蒂利
拉蒂利（法語：Latilly）是法国皮卡第大区埃纳省的一个市镇，属于蒂耶里堡区讷伊圣弗龙县。该市镇2009年时的人口为208人。

## 人口
拉蒂利人口变化图示
| 数据来源：INSEE |